# L'Invincible
 (novembre 2023).
Si vous disposez d'ouvrages ou d'articles de référence ou si vous connaissez des sites web de qualité traitant du thème abordé ici, merci de compléter l'article en donnant les références utiles à sa vérifiabilité et en les liant à la section « Notes et références ».
Pour les articles homonymes, voir L'Invincible pour la série télévisée.
L’Invincible (titre original : Niezwyciężony) est un roman de science-fiction, écrit par Stanisław Lem entre 1962 et 1963. Publié dans sa langue d’origine en 1964, il est traduit et publié en allemand en 1967 avant d’être traduit de l’allemand en anglais dès 1973. La première traduction française a été réalisée par Anna Posner, et publiée chez Robert Laffont en 1972.

## Le titre
« L’Invincible » n'est pas une traduction exacte du titre polonais. Niezwyciężony peut autant signifier l'adjectif « invaincu » ou le nom « L'invaincu ». La traduction correcte serait donc « L'invaincu ».

## Présentation
L’Invincible est un puissant navire interstellaire de seconde classe, qui rallie la planète Régis III afin d’enquêter sur la perte de son vaisseau-frère, le Condor. La vie organique semble avoir abandonné la surface désertique de la planète, et ne se maintient que dans ses océans. Durant leurs investigations, l’équipage se retrouve confronté à une forme de « vie » inorganique, sous forme de nuages de petites machines volantes auto-réplicatives. Sans pour autant parvenir à communiquer avec ces organismes, les savants de l’Invincible déduisent de leurs fouilles que ces robots sont le fruit d’une longue évolution, et descendent probablement des robots très évolués de la race éteinte des Lyriens.
Ces nuages de petites mouches robotiques sont très dangereux pour les sondes robotisées comme pour les êtres humains, en raison des puissants champs magnétiques qu’ils émettent afin d’effacer la mémoire de leurs ennemis. Plusieurs membres de L’Invincible et équipements de pointe sont victimes de ces attaques, et le commandant du vaisseau devra se résoudre à abandonner toute vaine tentative de représailles contre cette forme insolite d’évolution robotique.

## Analyse et commentaire
Les déserts de Régis III recèlent un obstacle de poids face à la technologie spatiale triomphante et sur-armée de l’humanité. Après des millions d’année d’évolution, les mouches robotiques évoluant en essaims sont à même de vaincre n’importe quel adversaire. L’intelligence humaine est mise à mal par l’efficacité héréditaire de ces robots insectoïdes. Aussi des membres d’équipage comme le navigateur Rohan s’interrogent sur la place de l’être humain sur cette planète, et si tout l’univers est véritablement destiné à la race humaine. L’Invincible ressemble pour beaucoup à Solaris, écrit deux ans plus tôt, même si ce roman est plus modeste que son prédécesseur.

## Prolongements
Ce livre a fait l'objet de nombreuses éditions et rééditions dans les langues suivantes :
Polonais
- MON, Warszawa 1964, 1965
- Iskry, Warszawa 1982
- Interart, Warszawa 1995
- Nowa, Warszawa 1995
- Świat Książki, Warszawa 1997

Anglais
- Seabury Press, New York, 1973
- Ace Books, New York, 1973, 1975
- Seabury Press, 1973
- Seabury Press, 1976
- Penguin Books, 1976
- Penguin Books, 1982

Français
- Robert Laffont, coll. « Ailleurs et Demain », 1972
- Pocket, coll. « Pocket Science-fiction », no 5010, 1977

## Adaptation
- The Invincible, jeu vidéo sorti en 2023.